# غدا علی
غدا علی متولد ۵ مه ۱۹۸۹ دونده لیبیایی است که در دوی ۴۰۰ متر تخصص داشت. غدا علی نماینده تاریخ لیبی در دوران معمر قذافی در المپیک تابستانی ۲۰۰۸ در پکن بود، جایی که او برای دوی ۴۰۰ متر زنان مسابقه داد. او در دور چهارم مقابل شش ورزشکار دیگر از جمله کریستین اوهوروگو از بریتانیای کبیر دوید، که در نهایت قهرمان المپیک در فینال شد. او مسابقه را با ۱۳ ثانیه عقب‌تر از جوآن کودیهی از ایرلند و با کمترین زمان رکورد ۱:۰۶٫۱۹ در آخرین مکان به پایان رساند. علی نتوانست به نیمه نهایی صعود کند، زیرا در مجموع در رده ۵۰ قرار گرفت و کمتر از سه جایگاه اجباری برای دور بعد قرار گرفت.